# Маттеу, Федон
Федон Матфеу (греч. Φαίδων Ματθαίου; 12 июля 1924, Салоники — 17 сентября 2011, там же)) — греческий баскетболист и баскетбольный тренер, выступавший на позиции центрового и разыгрывающего защитника под номером 1 на протяжении своей карьеры. Как баскетболист выступал за сборную Греции на Олимпиаде в Хельсинки, как гребец выступал за команду Греции по академической гребле на Олимпиаде в Лондоне. Критиками называется «Патриархом греческого баскетбола».

## Карьера игрока
Федон — сын президента клуба «Арис» Мантоса Матфеу, погибшего в 1941 году во время авианалёта итальянских ВВС на Салоники, случившегося во время итало-греческой войны. Он начал карьеру баскетболиста в 1945 году, выступая за отцовский клуб «Арис», а в 1949 году перешёл в «Панатинаикос». В составе этого клуба он выиграл трижды чемпионат Греции, выступил на Международном кубке (предшественнике Евролиги) в 1955 году и стал не только лучшим бомбардиром клуба, но и MVP всего турнира. В 1955 году он выступал за команды «Паниониос» и афинский «Спортинг», позже перешёл в итальянский «Варезе». Карьеру игрока завершил в родном «Арисе» в 1957 году.
За сборную Греции Матфеу провёл 44 матча, набрав 539 очков (в среднем по 12,25 за игру). Он провёл первую официальную игру в истории сборной Греции на чемпионате Европы по баскетболу 1949 года: он набрал 66 очков, став лучшим бомбардиром команды, и завоевал бронзовую медаль. Позже он играл на чемпионате Европы 1951 года, Олимпиаде 1952 года и Средиземноморских играх 1955 года (бронзовая медаль).

## Карьера тренера
По окончании карьеры Матфеу стал тренером. Он руководил сборной Греции на чемпионатах Европы 1961, 1965 и 1969 годов. Тренировал команды Греческой Суперлиги: «Олимпиакос», АЕК, ПАОК и «Перистери». Также тренировал итальянские «Шторм Варезе» и «Виртус Аурелия». В 1970 и 1973 годах руководил сборной Европы в матчах звёзд ФИБА. С «Олимпиакосом» выиграл чемпионат и Кубок Греции в 1976 году, с ПАОК — Кубок Греции в 1984 году.

## Достижения

### Игрока
- Чемпион Греции: 1950, 1951, 1954
- Лучший бомбардир Международного кубка Viareggio: 1955
- MVP Международного кубка Viareggio: 1955
- Бронзовый призёр чемпионата Европы: 1949
- Бронзовый призёр Средиземноморских игр: 1955

### Тренера
- Чемпион Греции: 1976
- Победитель Кубка Греции: 1976, 1984
- Тренер сборной Европы на матче всех звёзд ФИБА: 1970, 1973